# STS-77
STS-77, voluit Space Transportation System-77, was een spaceshuttlemissie van de Endeavour naar het ruimtestation Mir. Het was de elfde bemande vlucht van de Endeavour. Er was veel materiaal meegenomen voor commerciële tests, waaronder een apparaat van Coca-Cola.

## Bemanning
| Positie            | Lancering                     | Landing                       |                               |
| ------------------ | ----------------------------- | ----------------------------- | ----------------------------- |
| Bevelhebber        | John Casper 4e ruimtevlucht   | John Casper 4e ruimtevlucht   |                               |
| Piloot             | Curtis Brown 3e ruimtevlucht  | Curtis Brown 3e ruimtevlucht  |                               |
| Missiespecialist 1 | Andy Thomas 1e ruimtevlucht   | Andy Thomas 1e ruimtevlucht   |                               |
| Missiespecialist 2 | Daniel Bursch 3e ruimtevlucht | Daniel Bursch 3e ruimtevlucht | Daniel Bursch 3e ruimtevlucht |
| Missiespecialist 3 | Mario Runco 3e ruimtevlucht   | Mario Runco 3e ruimtevlucht   | Mario Runco 3e ruimtevlucht   |
| Missiespecialist 4 | Marc Garneau 2e ruimtevlucht  | Marc Garneau 2e ruimtevlucht  | Marc Garneau 2e ruimtevlucht  |

## Media

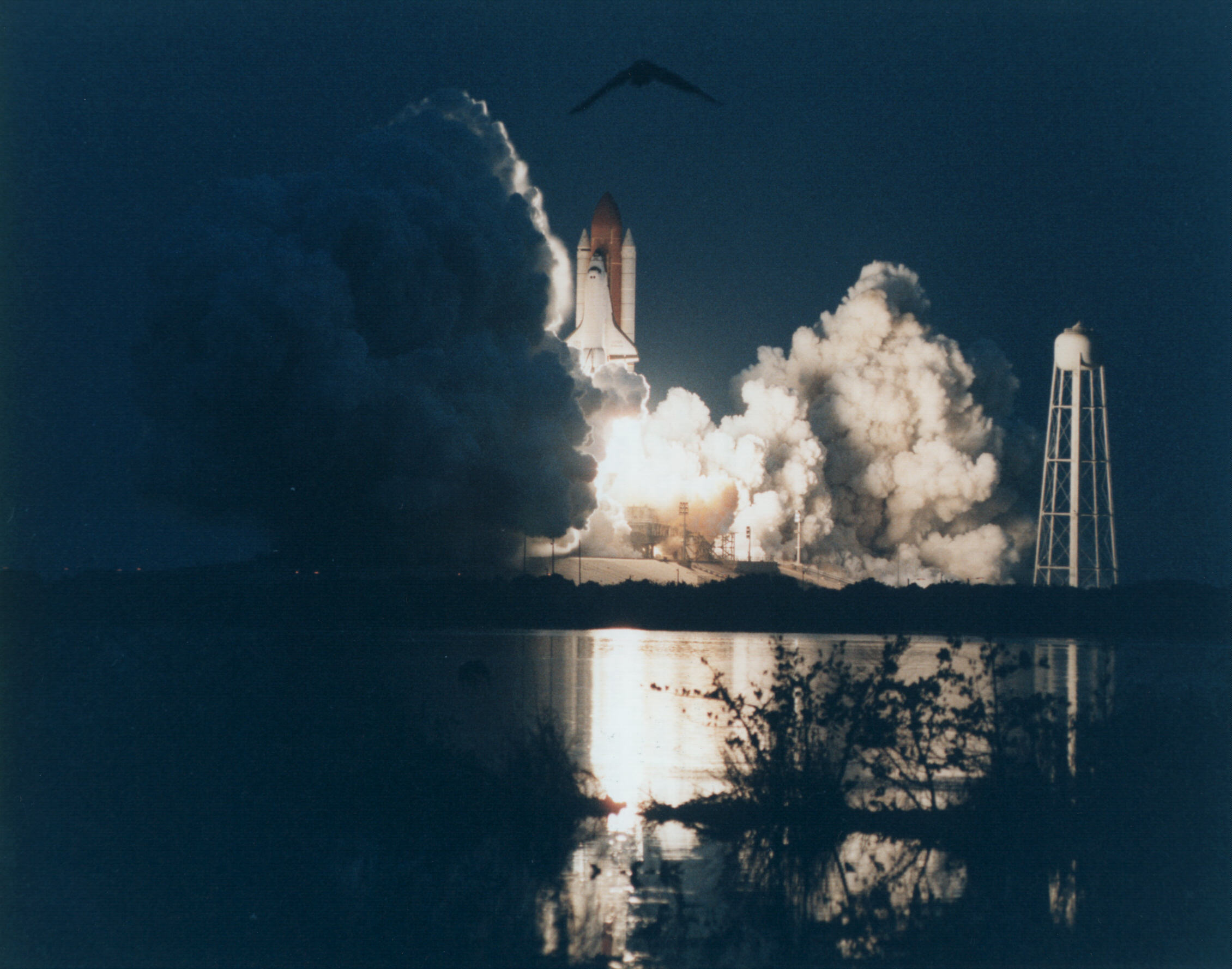
Lancering
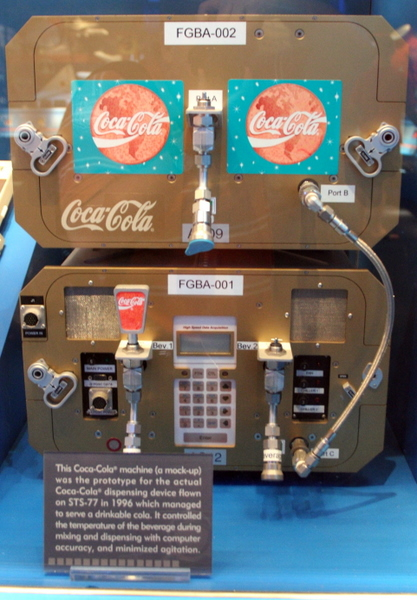
Coca-Cola apparaat

STS-49 · STS-47 · STS-54 · STS-57 · STS-61 · STS-59 · STS-68 · STS-67 · STS-69 · STS-72 · STS-77 · STS-89 · STS-88 · STS-99 · STS-97 · STS-100 · STS-108 · STS-111 · STS-113 · STS-118 · STS-123 · STS-126 · STS-127 · STS-130 · STS-134